# Richard Walenta

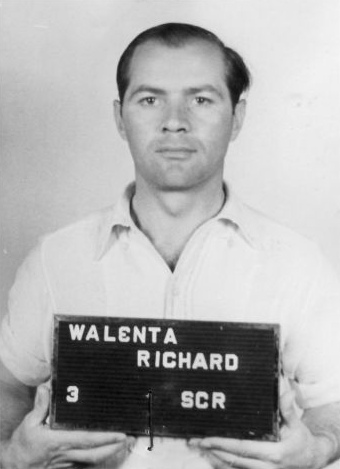
Haftbogenfoto von Walenta während des Dachauer Dora-Prozesses im Jahr 1947

Richard Walenta (* 27. Juli 1912 in Regensburg; † 6. Oktober 1967 in München) war ein tschechoslowakisch-deutscher Bauarbeiter, der zwischen 1940 und 1945 in vier unterschiedlichen Konzentrationslagern inhaftiert war. Nach dem Zweiten Weltkrieg wurde er für seine als Funktionshäftling begangenen Grausamkeiten zu einer langjährigen Haftstrafe verurteilt.

## Leben

### Leben vor der Haft
Über Walentas Biographie ist kaum etwas bekannt. Er stammte aus der oberpfälzischen Stadt Regensburg, besaß aber die tschechoslowakische Staatsangehörigkeit, war sozialdemokratischer Gesinnung und arbeitete als Straßenbauer. Vor seiner KZ-Haft kam er zweimal mit dem Gesetz in Konflikt, weil in beiden Fällen sein Pass abgelaufen und damit seine Aufenthaltserlaubnis vorübergehend erloschen war, wodurch er sich jeweils kurzzeitig illegal in Deutschland aufhielt. Im Zuge des behördlichen Procederes wurde ihm Widerstand gegen die Staatsgewalt und Beamtenbeleidigung vorgeworfen. Im Jahr 1937 zog er dann die Aufmerksamkeit der nationalsozialistischen Justiz auf sich, als er Hitler beleidigte und öffentlich seinen Unmut über Deutschland und die NS-Gesetze verbreitete. Daraufhin wurde er am 27. September 1940 wegen Widerstandes gegen den Nationalsozialismus als politischer Häftling in das KZ Dachau eingewiesen.

### Haftzeit in Konzentrationslagern
Die Angaben hinsichtlich Walentas Verhalten als Stubenältester (Stube 4 in Block 30) im Dachauer Pfarrerblock sind widersprüchlich. Einerseits bescheinigte beispielsweise der Mithäftling Franz Sales Heß ihm „Sorge um seine Stubeninsassen“, andererseits fiel er durch rohe Brutalität auf. So schikanierte und verprügelte er am 11. Juli 1942 den 52-jährigen polnischen Militärkaplan Bolesław Cyriak Truss derart stark, dass dieser am darauffolgenden Tag verstarb. Ende 1942 wurde Walenta zum Kapo ernannt. In dieser Funktion unterstanden ihm unter anderem Arbeitskommandos im Steinbruch, in der Waffenschmiede und Waffenreparatur, in der Putzkolonne, bei der Geheimen Staatspolizei (Gestapo) in München sowie bei Sanierungsarbeiten in Valepp. Laut eigener Aussage war Walenta im KZ Dachau Mitglied einer lagerinternen Untergrundbewegung, die eine Revolte plante, die allerdings durch Mithäftlinge verraten wurde, woraufhin Walenta einen Fluchtversuch in Erwägung zog. In dieser Zeit strengte die Gestapo in Dachau vier Verfahren gegen ihn an – wegen des Verdachts der Spionage, wegen zweier Affären und wegen des Verdachts eines Mordkomplotts. Während der Ermittlungen und Verhöre wurde er viermal mit 25 Stockhieben sowie zweimal mit mehrstündigem Baumhängen bestraft.
Schließlich wurde er strafverlegt und die SS überstellte ihn am 22. Dezember 1943 ins KZ Buchenwald. Am 1. Mai 1944 erfolgte die Weiterverlegung in das damals noch in der Entstehung begriffene KZ Ellrich-Juliushütte. Im Vorfeld des Transportes war von wohlgesonnenen Funktionshäftlingen das Kürzel RD (= „Reichsdeutscher“) in seine Haftdokumente eingetragen worden, um ihm in Ellrich die Position als Lagerältester zu ermöglichen, die Tschechoslowaken sonst nicht zustand. In Ellrich erwarb er sich rasch das Vertrauen von Karl Fritzsch und wurde noch im gleichen Monat zum Blockältesten und dann im Sommer zum Lagerältesten ernannt. Aus dieser Zeit sind keine negativen Berichte über ihn bekannt; im Gegenteil wurde er sogar als „Beschützer aller Schwachen“ beschrieben. Im Oktober 1944 setzte man ihn allerdings ab und inhaftierte ihn bis Mitte Dezember im Arrestzellenbau (dem sogenannten „Bunker“) des KZ Mittelbau-Dora, wo er einmal 25 Stockhiebe erhielt.
Nach dem Ende seiner Arrestzeit wollte Otto Förschner ihn zum Lagerältesten im KZ-Außenlager Boelcke-Kaserne bestimmen. Dies lehnte Walenta aber mit Verweis auf seinen schlechten psychischen Zustand ab, was auch akzeptiert wurde. Stattdessen verblieb er – nun ausgestattet mit etwas mehr Freiheiten – im Bunker und arbeitete dort als Funktionshäftling und „Mädchen für alles“. Sein ehemaliger Mithäftling Lubomir Hanak sagte später aus, durch die Erfahrungen des Arrests im Bunker, möglicherweise verbunden mit Folter, sei „eine furchtbare Wendung“ mit Walenta vorgegangen, der sich zum „Folterknecht“ entwickelt habe und „eine gespaltene Persönlichkeit [besitze], das Gute und Böse in einer Person“. Walenta selbst gab zu Protokoll, er sei im Bunker nicht Kapo gewesen. Gleichwohl gehörte es zu seinen Aufgaben, Gefangene zu Verhören durch Ernst Sander zu führen, an denen er selbst jedoch nicht beteiligt war. Im Bunker war er bekannt für seine Kollaboration mit der SS in Hinblick auf Denunziationen. Außerdem verhielt er sich laut späteren Zeugenaussagen äußerst gewalttätig. So quälte er beispielsweise seine Mithäftlinge und soll mehrere von ihnen erhängt haben. Wegen dieser Verbrechen wurde er am 21. März 1945 seinerseits von Sander zum Verhör gerufen, der diese mittlerweile in Niedersachswerfen durchführte. Dort wurde Walenta fünf Tage lang verhört. Eine Stenografin namens Hilde informierte ihn darüber, dass er zum Tode verurteilt werden sollte (andere Quellen sprechen von einer bevorstehenden Verurteilung zu lebenslanger Haft). Mit ihrer Hilfe gelang Walenta am 4. April 1945 die Flucht.

### Flucht und Nachkriegszeit
Seine Fluchtroute führte ihn gen Süden über Nordhausen in die Dörfer Kleinberndten und Großberndten. Am 9. April erreichte er die US-amerikanische Frontlinie und stellte sich den dortigen Truppen. Er verblieb bis zum 15. Mai bei diesem Verband und zog mit ihm bis in die oberösterreichische Stadt Linz.
Nach der deutschen Kapitulation und dem Ende des Zweiten Weltkrieges musste sich Walenta ab August 1947 im Dachauer Dora-Prozess vor einem US-amerikanischen Militärgericht für seine im Arrestzellenbau in Dora begangenen Taten verantworten. Ihm wurden „Verletzung der Kriegsgebräuche und -gesetze“ sowie Misshandlungen und Tötungen nicht-deutscher Zivilisten und Kriegsgefangener zur Last gelegt. Zu Beginn des Prozesses nahm er offiziell die deutsche Staatsangehörigkeit an. Walenta sagte nur für sich selbst aus und belastete keinen der anderen 18 Angeklagten. Er wurde am 30. Dezember 1947 zu einer Haftstrafe von 20 Jahren verurteilt, die später allerdings verkürzt wurde.
Über seinen weiteren Lebensweg ist nichts bekannt. Richard Walenta starb 1967 im Alter von nur 55 Jahren in München.